# Daichi Watanabe
Daichi Watanabe (渡辺大地 Watanabe Daichi?,  Prefectura de Akita, Japón, 11 de noviembre), también conocido bajo el sobrenombre de PON (iniciales de Power of Nature), es un compositor y vocalista japonés. Debutó como parte del personal de sonido en Pop'n music PARTY♪, quedando en cargo de crear charts para varias canciones, incluyendo la mayoría de canciones con licencia. Desde ese entonces, Watanabe ha compuestos canciones para varias series de Bemani.
Watanabe también ha sido acreditado como diseñador de sonido en Beatmania IIDX EMPRESS y también Beatmania IIDX SIRIUS, además de asistente de sonido en GuitarFreaks V5 & DrumMania V5: Rock to Infinity. A partir de Pop'n music, Watanabe es el jefe director de sonido de las series de Pop'n music.

## Música principal
La lista muestra las canciones que fueron creadas por el mismo autor y también con los artistas que trabajó para su elaboración:

### Pop'n music
- Electronic or Treat! (pop'n18 せんごく列伝)
- 探検ノート (pop'n19 TUNE STREET)
- 探検ノート(Street Style) (pop'n19 TUNE STREET)
- BabeL ～Next Story～ (pop'n19 TUNE STREET)
- キルト (pop'n19 TUNE STREET/jubeat knit APPEND)
- 疾風 (pop'n20 fantasia)
- ノー!ノー!Way (pop'n20 fantasia)
- 恋愛観測 (pop'n20 fantasia)
- 少年は空を辿る (pop'n20 fantasia)
- 紅焔 (pop'n Sunny Park/RB colette/DDRX3 vs 2ndMIX/GFXG3/DMXG3)
- LOL! (pop'n Sunny Park)
- 創世ノート (pop'n Sunny Park/IIDX20 tricoro/DDR2013/GITADORA/jubeat saucer/RB colette)
- 終末を追う者 (pop'n Sunny Park/jubeat saucer)
- LUV×REVO (pop'n Sunny Park)
- ポチコの幸せな日常 (pop'n Sunny Park)
- PUNISHER (pop'n Sunny Park/IIDX21 SPADA/DDR2013/GITADORA/jubeat saucer/RB colette)
- 生命の環を紡いで (pop'n Sunny Park)
- 煌 -灼熱の裁き- (pop'n ラピストリア)
- 朱と碧のランページ (pop'n ラピストリア)
- 御千手メディテーション (pop'n ラピストリア/IIDX21 SPADA/DDR/GITADORA OverDrive/jubeat saucer fullfill/RB groovin'!!)
- QuoN (pop'n ラピストリア)
- Harmonia (pop'n ラピストリア)
- 彼女は快刀乱麻 (pop'n ラピストリア)

### GuitarFreaks & DrumMania
- さよなら僕自身 (GFXG/DMXG)
- ナキムシの凱旋 (GFXG2/DMXG2)
- 衝動がえがいた どうしようもないストーリー (GFXG2/DMXG2)
- ヤミクラ (GFXG3/DMXG3)
- 群青と流星 (GFXG3/DMXG3)
- 恋閃繚乱 (GFXG3/DMXG3/jubeat saucer)
- 雷君 (GITADORA)

### REFLEC BEAT
- 優勢オーバードーズ (RB)
- Mr.フリーダム (RB limelight)
- 水鏡 (RB colette)

### jubeat
- FRIENDSHIP (jubeat copious)
- 恋閃繚乱 (GFXG3/DMXG3/jubeat saucer)

### beatmania IIDX
- Howling (beatmaniaIIDX 20 tricoro)
- NPC World (beatmaniaIIDX 21 SPADA)

### Miraidagakki
- Endless Chain〜2人でトリガーをひこう〜 私立BEMANI学園軽音部